# Katarzyna Szałankiewicz
Katarzyna Szałankiewicz z d. Urban (ur. 30 października 1987 roku w Dąbrowie Górniczej) – polska siatkarka, grająca na pozycji libero lub przyjmującej. W latach 2016-2018 występowała w KSZO Ostrowiec Świętokrzyski. Była reprezentantką Polski w Siatkówce Plażowej. Obecnie członkini kadry trenerskiej SMS PZPS Spała.
Jest żoną Jakuba Szałankiewicza, którego poślubiła w 2016.

## Sukcesy
- Siatkówka halowa:
  -  mistrzostwo Polski kadetek - 2004
  -  brązowy medal mistrzostw Polski juniorek - 2005
  -  Puchar Polski 2012
  -  brązowy medal mistrzostw Polski 2012
  -  Superpuchar Polski 2013
- Siatkówka plażowa:
  -  złoty medal mistrzostw świata do lat 18 - 2004
  -  złoty medal mistrzostw Europy do lat 18 - 2004
  -  srebrny medal Mistrzostw świata do lat 19 - 2005
  -  srebrny medal mistrzostw Polski seniorek - 2009
  -  brązowy medal mistrzostw Europy do lat 23 - 2009
  -  mistrzostwo Polski seniorek - 2007, 2008,2010